# Марецкий, Дмитрий Петрович
Дмитрий Петро́вич Маре́цкий (7 ноября 1901, Барвиха, Московская губерния — 26 мая 1937, Москва) — советский политик, экономист, журналист, участник «правой оппозиции».

## Биография
Родился в деревне Барвиха Московской губернии (ныне Одинцовский район Московской области) в мещанско-купеческой семье. Дед, купец 3 гильдии Григорий Степанович, приехал в Москву около 1847 г. из г. Друя Виленской губ. Отец, Пётр Григорьевич, служил в буфете во Введенском народном доме, затем держал фруктовый буфет при цирке Никитиных, после 1917 г. служил буфетчиком во Втором Государственном цирке. Мать, Мария Васильевна, из Смоленской губ., была домохозяйкой. Семья жила на Маросейке и у Покровских ворот. Учился в коммерческом училище.
Проживал: ул. Болотная, д.12, кв.35. Арестован 5 января 1937 г. Приговорен к высшей мере наказания ВКВС СССР 25 мая 1937 г. по обвинению в «участии в контрреволюционной террористической организации». Расстрелян в ночь на 26 мая 1937 г. Прах на Донском кладбище. Реабилитирован 5 ноября 1957 г.
Член ВКП(б) с 1919 г. Окончил в 1921 г. Коммунистический университет имени Я. М. Свердлова, в 1924 г.— Институт красной профессуры, где был оставлен руководителем семинара по теоретической экономике. Выезжал в научные командировки в Австрию, Германию и Англию.
Соратник Н. Бухарина, один из «красных профессоров» «школы Бухарина». Боролся с Троцким, поддерживал Сталина. «Решающую роль в разгроме Троцкистско-Зиновьевской „объединенной оппозиции“, сыграли „правые“. Они и в особенности Бухарин и его „школа“ (Стецкий, Марецкий, Слепков, Астров и др.) были главными поставщиками идеологического оружия против оппозиции». Работал членом редколлегии газеты «Правда» до лета 1929 г., сотрудничал в журнале «Большевик». Адрес в Москве: Брюсовский пер., д.2, кв.4.
На апрельском 1929 г. пленуме ЦК и ЦКК ВКП (б) был подвергнут резкой критике. Сталин заявил: «Тов. Бухарин говорил здесь, что марксисты не должны терпеть в своей литературе слово „дань“. О каких это марксистах он говорил? Если он имел в виду таких, с позволения сказать, марксистов, как Слепков, Марецкий, Петровский, Розит и т. д., которые смахивают скорее на либералов, чем на марксистов, то возмущение тов. Бухарина вполне понятно». Выведен из редколлегии «Правды». 6 сентября 1929 г. Политбюро ЦК ВКП(б) опросом членов Политбюро приняло решение «О редакции „Правды“». В нём осуждались возражения против реорганизации Центрального органа как «гнилая попытка прикрыть факт начавшегося было летом 1928 г. хозяйничанья в редакции „Правды“ группы молодых, совершенно партийно не выдержанных и отнюдь не авторитетных товарищей: Слепкова, Марецкого, Е. Цетлина (личного секретаря т. Бухарина)». В ходе начавшихся гонений на «правую» оппозицию (бухаринскую) оказался в Ленинграде, работал с лета 1929 г. ученым секретарем планово-организационной комиссии и заведующим экономическим кабинетом Академии Наук СССР (жил при Академии), аспирант АН СССР. 2 апреля 1931 г. постановлением Ленинградской областной контрольной комиссии исключен из ВКП(б) за то, что в своем выступлении 30 октября 1930 г., он «не дал развернутой критики ошибок правого уклона и не вскрыл в духе партийной линии классовую базу правого оппортунизма». 8 мая 1931 г. Партколлегией ЦКК ВКП(б) в партии был восстановлен.
Участвовал в антисталинской оппозиции на рубеже 1920-х — 1930-х гг. «В начале сентября 1932 г. в Москве на квартире Астрова и Марецкого состоялась конференция к[онтр]р[еволюционной] организации, в которой приняли участие Слепков А., Марецкий, Александров, Петровский, Айхенвальд. Астров, Кузьмин, Астрова, Левина Тея, Гасперская, Петровская Софья и Идельсон. Конференция обсуждала экономическое положение СССР, вопросы Коминтерна и наметила перспективы дальнейшей работы. Был заслушан доклад Александрова об итогах выполнения народно-хозяйственного плана на 1932 и информация Идельсона о пленуме ИККИ. После обмена мнениями конференция приняла сформулированные Слепковым решения об активизации работы по пропаганде своих (к[онтр]р[еволюционных] правых) взглядов и вербовке сторонников. За время своего существования организация провела, помимо летней 1932 г. конференции, два совещания» (из сообщения заместителя председателя ОГПУ Ягоды на имя Сталина от 28 февраля 1933 г.).
Арестован 26 сентября 1932 г. Постановлением президиума ЦКК ВКП(б) 9 октября 1932 г. «как правый оппортунист, исключавшийся из партии, содействовавший распространению контрреволюционной литературы», исключен из партии. Коллегией ОГПУ СССР 11 октября 1932 г. осужден за участие в рютинском Союзе марксистов-ленинцев на три года ссылки. Отбывал наказание в г. Йошкар-Ола, работал экономистом Марийского облплана. Вторично арестован 15 февраля 1933 г. Коллегией ОГПУ СССР 16 апреля 1933 г. осужден за «участие в контрреволюционной группировке» на пять лет заключения. Заключенный Верхнеуральской тюрьмы особого назначения. Вновь арестован 5 ноября 1936 г. Весной 1937 г. во внутренней тюрьме НКВД в Москве его видел на очной ставке Бухарин («Какой-то слепой Марецкий, который без очков ничего не видит, больной Слепков с лихорадочно — горящими глазами. Меня гложет то, что я их когда-то сбивал…»). Военной коллегией Верховного суда СССР 26 мая 1937 г. приговорен за «участие в контрреволюционной террористической организации» к высшей мере наказания и убит в тот же день в Москве. Прах на Донском кладбище.
Реабилитирован 23 сентября 1958 г. ВК ВС СССР.

## Научная работа
Был автором первой научной биографии Н. И. Бухарина (литературно-биографический очерк в «БСЭ» 1927 г.), статей по экономическим вопросам и вопросам международной политики.
В 1927 г. интерпретировал содержание политической ситуации в Европе в брошюре «Будущая война и международный большевизм»: «Борьбу с фашизмом и нарастающей всеевропейской реакцией надо ставить и как борьбу с военной опасностью, разоблачать внешнеполитический авантюризм фашистских государств, бороться против фашизации армии, вскрывать подлинный смысл фашистских переворотов в граничащих с СССР странах, чемберленовскую политику сооружения фашистского кордона на советском рубеже и т. д.». В ортодоксальном духе возлагал надежды на международный рабочий класс.
Развивал вслед за Бухариным идею врастания кулака в социализм. В 1928—1929 гг. критиковал политику Сталина, которая, в понимании бухаринского круга, раскалывала рабочий класс и крестьянство, насаждала бюрократические методы в партийной жизни.

## Семья
- Брат — Григорий (1900—1937) член ВКП(б) с 1919 г.; закончил Институт красной профессуры, историк, работал в редакции газеты «Комсомольская правда», позднее преподаватель русского языка Московского полиграфического института. Проживал: ул. Болотная, д.12, кв.35. Арестован 5 января 1937 г. Приговорен к высшей мере наказания ВКВС СССР 25 мая 1937 г. по обвинению в «участии в контрреволюционной террористической организации». Расстрелян в ночь на 26 мая 1937 г. Прах на Донском кладбище. Реабилитирован 5 ноября 1957 г.
- Сестра — Вера (1903—1978), выдающаяся советская актриса театра и кино. Герой Социалистического Труда (1976), народная артистка СССР (1949), лауреат четырёх Сталинских премий (1942, 1946, 1949, 1951).
- Сестра — Татьяна (1906 — после 1989). Работала в редакции газеты «Комсомольская правда», позднее учитель географии в школе. Арестована 22 июня 1941 г. Была исключена из ВКП(б) и решением Особого совещания НКВД СССР приговорена по ст. 58-10 УК РСФСР к 5 годам заключения, срок отбывала в лагере в Асино Томской области, на общих работах. Освобождена из заключения досрочно 10 сентября 1944 г. по ходатайству сестры, но с запретом на проживание в Москве. Реабилитирована 12 апреля 1956 г. решением президиума Московского городского суда. На 1989 г. проживала в Москве, начала писать воспоминания.
- Жена — Елена Гасперская-Кригер.
  - Сын — Александр.

## Сочинения
- Слепков А. Н., Марецкий Д. Экономическая платформа оппозиции. — Харьков: Пролетарий, 1926.
- Так называемый «термидор» — Москва ; Ленинград : Московский рабочий, 1927. — 47, [1] с.